# كولومبين فالي (كولورادو)
كولومبين فالي (بالإنجليزية: Columbine Valley, Colorado)‏ هي بلدة تقع في مقاطعة أراباهو، كولورادو بولاية كولورادو في الولايات المتحدة. تبلغ مساحتها 2.7 (كم²)، وترتفع عن سطح البحر 1629 م، بلغ عدد سكانها 1256 نسمة في عام 2010 حسب إحصاء مكتب تعداد الولايات المتحدة وتصل الكثافة السكانية فيها 3253 نسمة/كم2.

## وصلات خارجية
- Town of Columbine Valley
- The US50 - Cities and Towns in Colorado State
- Colorado Cities and Towns, Facts, Map, Flag, Colleges, Government, and More